# 大石氏
大石氏（おおいしし）は、日本の氏族。清和源氏義仲流（血統は藤原北家秀郷流とも）と称した信濃国佐久郡大石郷の大石氏は室町時代に関東地方で活躍し、戦国時代には武蔵国の守護代となる。 

## 信濃大石氏

### 出自
信濃国佐久郡発祥の氏族。関東管領上杉氏のもと、四宿老（長尾氏・大石氏・小幡氏・白倉氏）の一人に数えられ、代々武蔵国の守護代を務めた。
藤原秀郷の後裔（沼田氏と同族とされる）といい、信濃国佐久郡大石郷に住んでいたことから、大石氏を名乗ったといわれる。
また、これらとは別に平安時代初期編纂の『新撰姓氏録』に記される古代氏族にも大石氏はあるが詳しいことは定かではない。

### 関東管領の宿老
室町時代初期、大石為重は初代関東管領の上杉憲顕に仕えた。彼には男子がなく、1334年（正慶3年）に、縁戚関係にある木曾義仲の後裔と称した大石信重（木曽家教の三男、家村の弟）を婿養子として迎え、実際の藤姓木曾氏の庶家となったという。
信重は観応2年（1351年）、挙兵した南朝方の新田義宗との笛吹峠の合戦で先陣を勤めた。その戦功として、1356年（延文元年）武蔵国入間・多摩の両郡に13郷を得て多摩に移住し、二宮（現・あきる野市）に館を構えた。また、「武蔵国目代職」にも任じられた。1384年（至徳元年）、信重は浄福寺城（現・八王子市下恩方町）を築城した。応永年間には叔父（養叔父）の大石能重（為重の弟）が武蔵・上野・伊豆各国守護上杉能憲に仕えて守護代を務めた。
1458年（長禄2年）、大石顕重（信重の玄孫）が高月城（現・八王子市高月町）を築城し、二宮から本拠を移した。
15世紀末期頃の禅僧・万里集九の著作、漢詩文集『梅花無尽蔵』巻六の「万秀斎詩序」に、武蔵国守護の家臣に、木曾義仲十代の子孫・大石定重がおり、武蔵国20余郡を掌握しているとの記述がある。1521年（大永元年）、定重は高月城の北東1.5kmに滝山城（現・八王子市丹木町）を築城し本拠を移転した。

### 上杉家と共に
1546年（天文15年）、関東に進出した北条氏康が河越夜戦で大勝する。その結果、扇谷上杉氏は滅亡し、関東管領山内上杉氏は関東から追われ、越後国の長尾景虎を頼る。
大石綱元は、上杉憲政に従い越後国に入り、その後は長尾氏（上杉氏）家臣となる。上杉景勝が会津120万石に移封されると保原城を任される。大石氏は代々上杉家の要職を務め、子孫には米沢藩で名奉行と言われた大石綱豊などがいる。

### 北条から徳川へ
後北条氏により両上杉氏が関東から消滅すると、大石定久は北条氏康の三男・氏照を娘・比佐の婿に迎えて、自らは戸倉に隠居した。氏照が北条氏に復すると、定久の実子大石定仲が家督を継いだ。
小田原征伐により後北条氏が没落し、氏規が河内狭山に移されると、定仲と義弟（定久の養子）大石定勝の子孫は徳川氏に仕えた。旗本や八王子千人同心、陪臣（一橋家の近習番衆）になった者もあり明治に至る。

### 近年の研究
- 大石氏の本拠地は、浄福寺城から高月城、滝山城と本拠を移したと伝えられてきた。しかし、実際の戦国期の古文書[注釈 4]から判明する大石氏の本拠地は由井城であったこと、上杉謙信が小田原城を攻めたとき、滝山近くを通過したのに攻城戦が起きていない（小田原城の戦い (1560年)）など、伝承と矛盾する問題が指摘されてきた。このため、滝山城が築城されたのは上杉謙信の侵攻後、つまり北条氏照による築城とする新説がある。また、由井城については、浄福寺城の別名と推測されている[3]。
- 大石定久（道俊）と北条氏照の間に大石綱周という当主の存在が確認できる。定久との関係については同一人物なのか、親子なのか、同族なのかは不明であるが、氏照室の比佐は綱周の娘であった可能性がある[4]。また、綱周という名前から北条氏綱の偏諱を受けていると考えられるため、大石氏は河越夜戦よりも以前、北条氏綱の時代に既に北条氏に降っていたとする説がある[5]。

## 系譜

### 義仲流・信濃藤原姓（大石系図による）
```
 
木曾義仲

　　┃
　 
基宗
?（木曽系図では「義基」）
　　┃
　 
宗仲
（木曽系図では「義茂」）
　　┃
（数代略）以下は木曽系図とほぼ同様
　　┃
　 
家教
　　　　　　　　　 
大石為重
（
信濃藤原氏
?）
　　┣━━┳━━┳━━┓┌───┘
　 
家道
　
家村
  
家定
　
信重

　　┃┌───┘　　　┃
　 
家頼
　　　　　 （数代略）
　　　　　　　　　　　┃
　　　　　　　 　　　
定重

　　　　　　　　　　　┃
　　　　　 
北条氏康
　
定久

　　　　　　┃┌───┃
　　　　　　
氏照
　　 
定仲
```

### 米沢藩
大石氏（陸奥国伊達郡代、保原城主、奉行など） 大石綱元－兼扶－兼徳－兼高－兼般＝兼豊（長尾景貞三男）－尚綱－綱豊＝徳綱（森長延次男）＝維綱（清野秀貞次男）－紀綱

## 柳川大石氏（大石神影流）
筑後国柳川藩の大石氏は代々、剣術を以って仕える。大石種行は柳川藩と支藩である三池藩の剣術師範役も兼ねた。
「突き」を得意とする大石種次（大石進）は大石神影流の創始者で、男谷信友、島田虎之助と並ぶ「天保の三剣豪」の一人。7尺といわれる長身に加え、5尺3寸の長竹刀を使用しての左片手突きは天下無双の技ともいわれた。
江戸へ出府して千葉周作、高柳又四郎、白井亨らと技を戦わせた。種次の次男（嗣子）種昌も通称を譲られて大石進を称したため、両者の混同がよく見られる。

## 赤穂大石氏
近江国栗太郡大石庄（滋賀県大津市大石東町・大石中町）の下司だった大石氏は上記とおなじく秀郷流の小山氏の支族とされ、応仁の乱などで没落したが、大石良信は豊臣秀次に仕えた。良信の庶子大石良勝は秀次事件の処罰で、強制的に仏門に入れられたが、寺を脱走し浪人となった後は浅野長政に仕えた。大坂夏の陣での戦功が著しかったため、長政の三男・長重（長矩の曽祖父で常陸国真壁・笠間藩主）の永代家老に取り立てられる。
長重の長男・長直は播磨国赤穂に転封されたので、大石家も赤穂に移ることになる。のちに元禄赤穂事件の赤穂藩国家老・大石良雄を出す。
事件後、良雄の遺児である良恭は広島藩浅野本家に仕えた。宗家の小山家から養子良尚を迎えたが、後継者となった男子（良完）とその嫡男が先立ち、良尚も病んで大石家を去り、実家の小山家に帰って没した。これにより小山大石家は断絶となったが、のちに横田温良が大石を名乗り再興したという。良督のあと良知が萱野氏から入る。
最後の大石家当主・大石多久造は明治22年（1889年）に亡くなり、横田大石氏も断絶している。

## 弘前大石氏
津軽藩には赤穂大石氏の同族があり（大石信云の子孫）、良麿（郷右衛門）は元禄6年（1693年）、陸奥国弘前藩津軽家に仕え弘前大石氏、次男の良穀（三平）の子孫は讃岐大石氏（赤穂事件後に津軽から放逐）と称される。弘前大石氏は家中で優遇されている山鹿流門下としばしば敵対した。
義士の討ち入りに協力したとされる良総（無人、良麿の父）・良穀（三平、良麿の弟）・良饒の墓は吉良贔屓で山鹿政実（山鹿素行の嫡男）に師事した津軽氏の不興を買い、破壊され現在は更地になっている。
弘前大石氏は、寛延二年（1749年）に良麿（大石無人の長男）の嫡男・良任（同名の郷右衛門を継ぐ）が相続、その弟である良誠の子・良篤（良任の養子）、良誠の孫・良遂（よしなり）と継承されていく。歴代の墓は無人・三平と別れ、曹洞宗から改宗したため、日蓮宗の本行寺にある。